# Премія «Сезар» за найкращу режисуру реклами

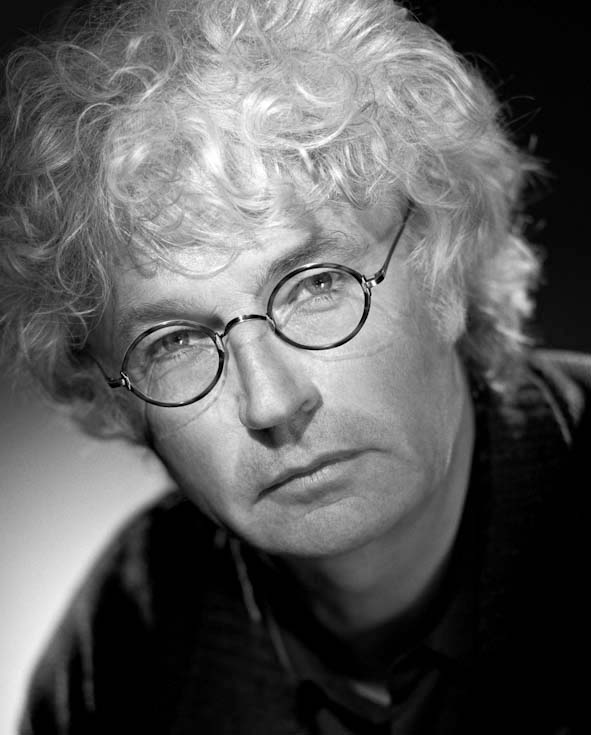
Жан-Жак Анно — перший лауреат премії

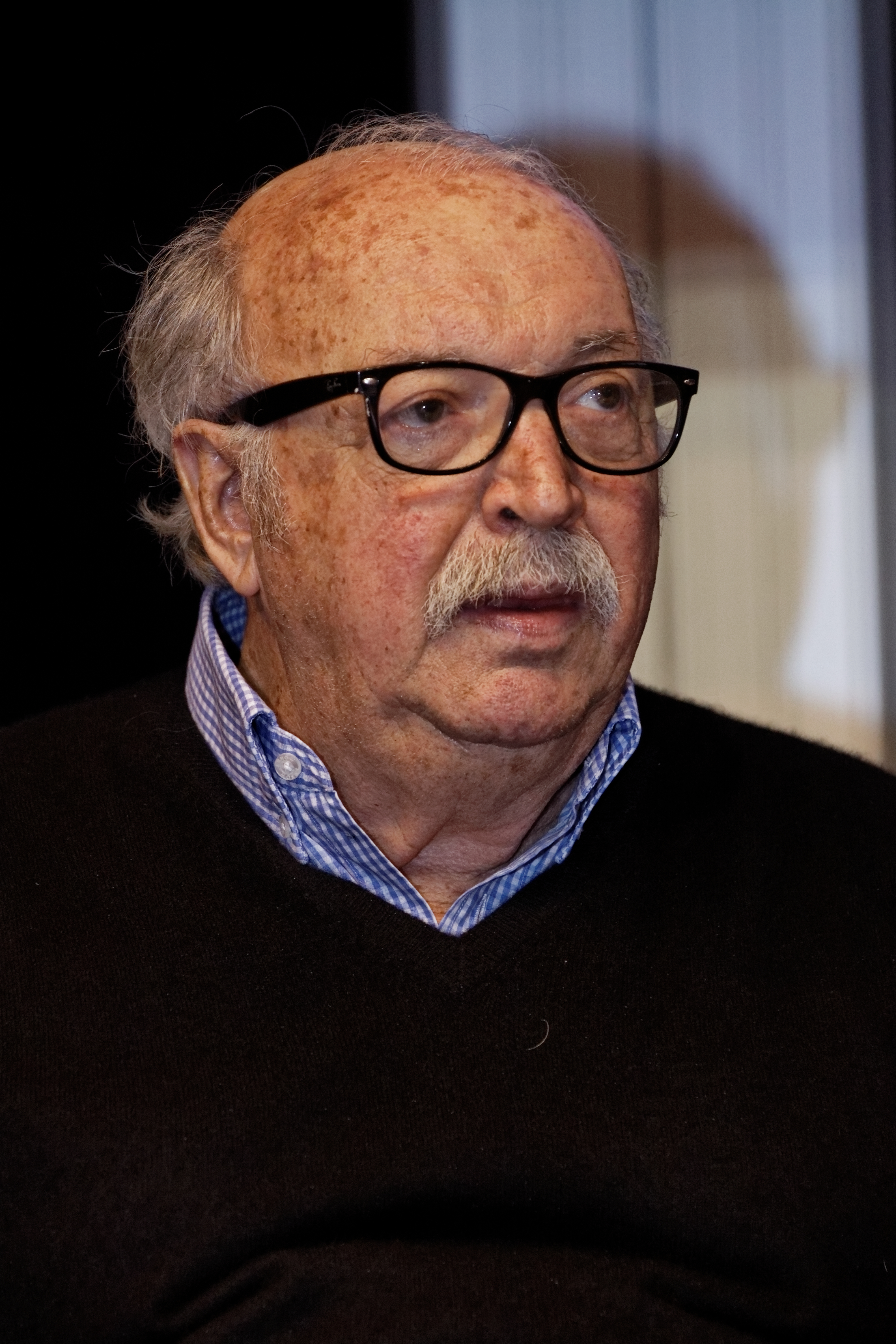
Жан Бекер — другий лауреат премії

Премія «Сезар» за найкращу режисуру реклами (фр. César du meilleur film publicitaire) — одна з нагород Академії мистецтв та технологій кінематографа Франції у рамках національної кінопремії «Сезар». За свою історію була вручена двічі: у 1985 та 1986 роках.

## Лауреати та номінанти
Курсивом наведено назви фільмів мовою оригіналу. 
 Вказано роки проведення церемоній нагородження.

### 1980-і
| Церемонія    | Переможець   | Реклама                            | Номінанти          | Реклама                                                     |  |  |  |
| 10-та (1985) | Жан-Жак Анно | «Vautours, Les» (Герц)             | Етьєн Шатільє      | «Le Psychiatre» (Брат) «Les Petits hommes verts» (Lustucru) |  |  |  |
| 10-та (1985) | Жан-Жак Анно | «Vautours, Les» (Герц)             | Жан-Поль Ґуд       | «Kodachrome» (Kodak) «Flamenco» (Оранжина)                  |  |  |  |
| 10-та (1985) | Жан-Жак Анно | «Vautours, Les» (Герц)             | Ів Лафайє          | «L'Aventurier» (Grundig)                                    |  |  |  |
| 10-та (1985) | Жан-Жак Анно | «Vautours, Les» (Герц)             | Жан-Батист Мондіно | «Chinoise» (Maggi)                                          |  |  |  |
| 10-та (1985) | Жан-Жак Анно | «Vautours, Les» (Герц)             | Жерар Пірес        | «James Bond» (Renault 205 GTI)                              |  |  |  |
|              |              |                                    |                    |                                                             |  |  |  |
| 11-та (1986) | Жан Бекер    | «Le Clémenceau» (Citroën Visa GTI) | Етьєн Шатільє      | «La Cave» (Вільний час) «C'est la question» (Eram)          |  |  |  |
| 11-та (1986) | Жан Бекер    | «Le Clémenceau» (Citroën Visa GTI) | Жан-Поль Ґуд       | «Lee Cooper»                                                |  |  |  |
| 11-та (1986) | Жан Бекер    | «Le Clémenceau» (Citroën Visa GTI) | Сара Мун           | «Castinge» (Cacharel).                                      |  |  |  |